# 경기순환
경기순환(景氣循環, 영어: business cycle) 또는 경기변동(景氣變動, business fluctuations)은 전체적인 경기 수준이 주기적으로 상승과 하강을 반복하는 현상이다.

## 역사
클레망 주글러는 가격과 금융 연구에서 처음으로 경기의 순환 현상을 발견하였는데, 위기는 단지 반복되는 현상에 불과하다는 것을 증명함으로써 경기 변동 이론에 기여했다. 미카일 투간 바라노프스키는 주요 경제학자 중 가장 먼저 경기변동이론에 주목한 경제학자이다. 크누트 빅셀은 투자 회수율과 시장 이자율 간의 모순을 분석함으로써 경기 순환의 과정을 명확히 했다. 알버트 애프탈리온은 고정자본이 요구되는 장기간 특정 산업의 자료들에 대한 경기 순환의 의미들을 발전시켰다.

[https://ivarfinance.com/%ea%b2%bd%ea%b8%b0-%ec%82%ac%ec%9d%b4%ed%81%b4-%ea%b2%bd%ea%b8%b0%ec%88%9c%ed%99%98-4%ea%b5%ad%eb%a9%b4/

## 개요
한 나라의 경제는 생산과 소비의 순환적인 과정을 거쳐 발전되고 있으며 생산과 소비의 순환은 자금과 소득의 순환으로 연결·유지되고 있다. 먼저 생산과 소비의 순환과정부터 살펴보기로 한다.  대부분의 재화는 한번 생산되면 영구히 사용되는 것이 아니고 소비에 의하여 그 가치가 소렴되어 간다. 새로이 생산되는 재화는 그 성격에 따라 생산공정(生産工程)에만 사용되어 소멸되는 생산재가 있으며 한편 생산으로부터 직접 소비로 흐르는 소비재가 있다. 생산재 가운데에도 한번의 사용으로 소멸되는 원료나 반제품 등을 단용생산재(單用生産財)라고 하며 기계설비·건물 등과 같이 해마다 조금씩 소멸되는 내구생산재(耐久生産財)가 있으며 소비재도 단용소비재와 내구소비재로 나누어진다.  이와 같이 지속되는 소비에 의해 소멸되는 재(財)의 흐름과는 반대로 생산에 의해 새로이 창조되는 재의 흐름도 쉴새없이 이루어진다. 생산과 소비의 순환은 일정한 경제질서 아래 이루어지는 바 이 순환질서는 크게 다음 세 가지 균형으로 파악될 수 있다. 그 첫째는 소비의 균형이며 소비자로서의 가계는 시장에서 형성되는 각 재화의 가격에 따라 이들을 얼마 만큼 구입하는가를 결정하는 소비의 균형을 말한다. 한편 가계는 생산제품시장에서는 소비자로 행동하는 반면 생산용역시장에서는 노동, 토지, 자본의 용역 판매자로 행동한다.  둘째 균형질서는 생산의 균형으로 생산자로서의 기업은 시장에서 형성되는 가격에 따라 생산제품을 얼마큼 공급할 것인가, 그리고 이를 위하여 필요로 하는 생산재와 용역을 얼마큼 구입할 것인가를 결정하는 균형을 말한다. 이와 같이 기업은 제품시장에서는 판매자로, 용역시장에서는 구매자로서 행동하게 된다.  셋째는 교환의 균형질서로서, 이는 제품시장에서는 용역시장에서 가계와 공업간 혹은 기업과 기업간의 교환이 각 재화와 용역의 수요와 공급의 일치를 통하여 이루어지는 시장 전체의 균형질서를 말한다.  생산과 소비의 순환의 뒤에는 통화자금의 순환적인 유통이 뒤따르고 있다. 통화자금의 순환적인 유통은 산업적 순환과 금융적 순환으로 나누어진다. 산업적 유통은 가계와 기업, 기업과 기업간에 유통되는 재화와 용역의 흐름을 매개하는 기능을 수행하며 금융적 순환은 가계와 기업의 증권과 채권 등의 여러 가지 신용수단의 교환유통을 이룩하여 주며 기업의 장·단기 운영 및 시설자금의 원활한 융통을 기하여 생산과 소비의 순환을 순조로이 한다. 현대경제는 신용경제라 하여 통화 및 자금은 이미 이루어진 생산과 소비간의 유통을 반영하는 그림자가 아니라 오히려 순환적으로 이루어지는 생산과 소비를 촉진하고 확대시키는 적극적인 기능이 인정되고 있는 점이 신용경제(信用經濟)의 한 특징이라 하겠다. 경제순환은 이와 같이 생산과 소비간의 순환으로 포착될 수 있으나 한편 소득의 순환면으로도 포착될 수 있다. 기업은 일정기간의 생산활동을 통하여 새로운 경제적 가치를 만들어내며 이를 기업의 순생산액 혹은 부가가치라 한다.  이러한 기업의 순생산액은 생산활동에도 직접 참가하여 생산에 기여한 생산요소의 소유자에 분배·지불된다. 즉 생산에 참여한 노동에 대한 대가로서의 임금, 토지 및 자본용역에 대한 보수로서의 지대 및 이자, 생산을 조직하고 운영한 기업가의 기업경영의 대가로서의 이윤이란 소득 형태로 지불된다.  이와 같이 소득의 순환은 통화 및 자금의 순환과 더불어 생산과 소비의 순환과의 표리관계 아래 있다. 가계는 생산용역을 기업에 팔아 소득을 얻고 그 소득으로 기업으로부터 생산되는 재화와 용역을 구입케 된다. 일정기간 중의 소득에 지출되는 분을 공제한 나머지는 저축하며 이 저축은 그 보유형태를 현금통화의 예금, 주식 및 사채의 증권 등의 여러 가지 금융자산으로 바꾼다. 자금의 금융적 유통기능을 통하여 가계의 저축은 기업에 소요되는 자본용역의 공급원천이 되며 기업으로 하여금 생산재의 수요를 충족케 한다.  한편 기업은 가계로부터 생산용역, 다른 기업으로부터 생산재를 구매하여 이를 자기 제품으로 생산 전화하고 소비재를 가계에 팔고 생산재를 다른 기업에 판매하여 그 대금으로 다시 생산에 참여한 각종 용역 제공자에 환류시켜 경제적 순환은 끊임없이 이루어지며 더욱 중요한 내용은 지속되는 이 순환은 그 규모의 확대를 이룩하는 가운데 생산의 증대, 따라서 소득의 증대, 소비의 증대를 불러일으켜 총체 경제의 성과를 달성하게 되는데 이러한 성장의 지속화 현상이 다름 아닌 경제개발이라는 점이다.

## 같이 보기
- 동태확률 일반균형
- 정보 혁명
- 재고투자
- 시장 분석
- 마천루의 저주
- 세계체제론